# ديبورا هاو
ديبورا هاو (بالإنجليزية: Deborah Howe)‏ هي كاتِبة وكاتبة للأطفال أمريكية، ولدت في 12 أغسطس 1946 في بوسطن في الولايات المتحدة، وتوفيت في 3 يونيو 1978 بسبب سرطان.